# General-von-Steuben-Kaserne
Die General-von-Steuben-Kaserne war eine Kaserne der Bundeswehr in Hemau. Sie war ab 1966 Standort des Raketenartilleriebataillons 42, welches dem Artillerieregiment 4 unterstellt war. Die Schließung erfolgte am 31. Dezember 2003.

## Raketenartilleriebataillon 42
Das Raketenartilleriebataillon 42 (RakArtBtl 42) ging 1962 durch Umbenennung aus dem Artilleriebataillon 240 hervor. Bis zum 1. April 1966 erfolgte die Verlegung in die neue Kaserne nach Hemau. Im Jahr 1979 wurde die das Bataillon entsprechend der Heeresstruktur 4 umgegliedert. Zum 1. Oktober 1986 nahm es die Gliederung gemäß Artilleriestruktur 85 ein. 1991 erfolgte die Ausstattung mit dem Raketenwerfer MARS. Am 13. Juli 2002 fand das letzte Schießen des Bataillons auf dem Truppenübungsplatz Grafenwöhr statt, bevor es am 27. Juni 2003 aufgelöst wurde.
Das Raketenartilleriebataillon 42 war im Verteidigungsfall (Deutschland) für den Einsatz von Kernwaffen („Sondermunition“) vorgesehen.

### Kommandeure
Das Bataillon wurde von folgenden Bataillonskommandeuren geführt:
- Oberstleutnant Vetter
- Oberstleutnant Bauer
- Oberstleutnant Völker
- Oberstleutnant Adler
- Oberstleutnant Schulz
- Oberstleutnant Herzig
- Oberstleutnant Hans-Peter von Kirchbach (1979–1981; von 1999 bis 2000 Generalinspekteur der Bundeswehr)
- Oberstleutnant Kraus
- Oberstleutnant Matthias
- Oberstleutnant Fick
- Oberstleutnant Buhmann
- Oberstleutnant Joachim Renner (bis 2003)

## Standort Hemau
Neben der Kaserne befanden sich weitere militärische Anlagen am Standort Hemau.
Die Kaserne befand sich nordöstlich des Stadtzentrums von Hemau. Drei Kilometer südwestlich lag die Standortmunitionsniederlage 623/1 im Ortsteil Langenkreith. Dort befand sich auch das Sondermunitionslager Hemau (NATO) für Kernwaffen. Zweieinhalb Kilometer nordwestlich der Kaserne an der St 2660 (vormals B 8) befand in sich in Rieb 5 die Grundnetzschalt- und Vermittlungsstelle Bundeswehr 64 (GSVBw 64).

## Mobilmachungsstützpunkt
Die Kaserne war auch Mobilmachungsstützpunkt. Folgende Geräteeinheiten waren eingelagert:
- Jägerbataillon 46
- Jägerbataillon 862
- schweres Pionierbataillon 220
- Schwimmbrückenbataillon 270 (1. bis 4. Kompanie)
- Sicherungszug 7064

## Nachnutzung
Die Kaserne wird heute zur Lagerung von Kraftfahrzeugen genutzt, das Munitionsdepot ist heute eine Photovoltaik-Freiflächenanlage.